# Okres Karcag
Okres Karcag (maďarsky Karcagi járás) je jedním z devíti okresů maďarské župy Jász-Nagykun-Szolnok. Jeho centrem je město Karcag.

## Sídla
V okrese se nachází celkem 5 měst a obcí.
| P.č. | Jméno        | Typ obce      | Obyvatel (1.1.2012) | Rozloha v km2 |
| ---- | ------------ | ------------- | ------------------- | ------------- |
| 1    | Karcag       | okresní město | 19 980              | 368,63        |
| 2    | Kenderes     | město         | 4 647               | 111,24        |
| 3    | Kisújszállás | město         | 11 367              | 205,27        |
| 4    | Kunmadaras   | městys        | 5 295               | 153,55        |
| 5    | Berekfürdő   | vesnice       | 1 010               | 18,57         |